# Demokrit
Demokrit je bio predsokratovski grčki filozof (rođen u Abderi-Traciji 460. – 370. pr. Kr.). Bio je Leukipov učenik i zajedno s njim je začetnik ideje da su sve stvari sačinjene od raznih neuništivih i nedjeljivih elemenata koje su zvali "atomi". Nemoguće je znati koje su ideje prvobitno bile Demokritove a koje Leukipove. Demokrit je i prvi poznati filozof koji je shvatio da je ono što mi nazivamo Mliječni put zapravo svjetlost dalekih zvijezda. Drugi filozofi, uključujući kasnije i Aristotela, su raspravljali protiv tih tvrdnji. Demokrit je bio jedan od prvih ljudi koji je pretpostavio da je svemir načinjen od mnogo svjetova, od kojih su neki naseljeni:
"U nekim svjetovima nema Sunca i Mjeseca, u nekim su veći nego u našem svijetu, a u drugim ih ima više. U nekim dijelovima ima više svjetova, a u nekim manje (...); u nekim se rađaju, u drugim umiru. Neki svjetovi su lišeni živih bića ili bilo kakvih mirisa."
On je bio pionir matematike i geometrije. Ovo znamo radi citata u njegovih djela (O prirodi, O geometriji, O tangentama, O mapama, O iracionalnim brojevima) u drugim djelima, jer većima njegovih djela nije preživjela Srednji Vijek. Aristotel nam kaže da je njegova teorija o materiji, često nazivana atomizam, bila reakcija na Parmenida, koji je opovrgavao postojanje kretanja, primijene, ili praznine. Parmenid je govorio da postojanje stvari dovodi do zaključka da one nisu nastale, jer ništa ne može nastati iz ničega (sve postoji oduvijek). Govorio je da je i kretanje ne moguće, jer nešto mora otići u prazninu a (pošto je identificirao prazninu s ništa) pošto praznina ne postoji ne može se u nju otići.

## Gnoseologija
Demokrit tvrdi da postoje dvije vrste spoznaje: mračna (osjetna) i prava (razumska). Opažajima spoznajemo samo pojavne, promjenljive stvari, dok razumom spoznajemo trajnu istinu (atome i prostor).
Demokrit je govorio da sve što postoji mora da je vječno, ali je opovrgavao tvrdnju da se praznina može izjednačiti s ništa. Po tome je prvi poznati mislilac koji je potvrdio postojanje potpuno praznog prostora. Da bi objasnio promijene oko nas, od ne promjenljivih supstanci tvrdio je da postoje razni osnovni elementi koji su uvijek postojali i koji se mogu grupirati da daju različite forme. Mislio je da atomi imaju samo neke osobine kao: veličina, oblik i masa; sve druge osobine, koje im dajemo, kao boja i okus, su samo rezultat kompleksnih djelovanja između atoma u našem tijelu i atoma koje promatramo. Dalje, vjerovao je da prave osobine atoma uvjetuju i osobine stvari- na primjer, nešto što je gorkog okusa je sastavljeno od malih, šiljatih atoma, kod nešto što je slatko je sastavljeno od velikih, okruglih atoma; odnosi tih atoma s atomima jezika daju osjećaj okusa. Neke stvari su jako čvrste zato što njihovi atomi imaju kuke s kojima se zakvače za druge atome; neki su masni jer su jako glatki i mali pa mogu skliznuti između drugih atoma. u Demokratovim riječima, "Prema konvenciji slatko, prema konvenciji gorko, prema konvenciji vruće, prema konvenciji hladno, prema konvenciji boja: ali u stvarnosti atomi i prostor."    

## Etičko učenje
Demokrit je govorio da treba prevladati osjetilna zadovoljstva, jer s njima spoznajemo samo pojavne, promjenljive stvari. Treba težiti trajnim vrijednostima.
Postoje dvije vrste zadovoljstva; čulna koja nas varaju i duhovna koja su prava. Najviše dobro je blaženstvo-eutimije a uvjeti za njeno postizanje je održavanje mjere. Čovjek se ne treba prihvatati ničega što nadmašuje njegove snage. Duše koje se kreću u suprotnim krajnostima (prekomjernost, nedostatak) nemaju ni postojanosti ni vedrine. Najbolje je za čovjeka ako svoj život provede u što većoj duhovnoj vedrini i u što manjoj zlovoljnosti. Mjera je princip Demokritosove etike. Drugi uvjet je rad i napor. Plemenite stvari stječu se napornim učenjem. U radu veliku ulogu igra navika. Svaki napor je prijatniji nego mirovanje kad se njegov cilj dostiže ili kad se zna da će se dostići.
Veliku vrijednost pripisuje prijateljstvu. Savjetuje da čovjek usvoji dijete jer će tako dobiti dijete kakvo želi Ako sam rodi tu nastaju mnoge opasnosti, jer mora da se zadovolji onim što mu se baš rodi. 

## Citati
»Po mnijenju slatko, po mnijenju gorko, po mnijenju vruće, po mnijenju hladno, po mnijenju boja boja: a uistinu atomi i praznina.«
»Čovjek se treba više brinuti za dušu nego za tijelo.«

## Poveznice
- Filozofija
- Leukip
- Atom

## Vanjske poveznice
- Demokrit
- Demokrit iz internetske enciklopedije filozofije  Arhivirana inačica izvorne stranice od 9. svibnja 2008. (Wayback Machine)
- Leukip i Demokrit